# Azángaro
Azángaro è un comune del Perù, situato nella Regione di Puno e capoluogo della Provincia di Azángaro.